# On és la màgia?
On és la màgia? és el segon disc d'estudi de La Iaia. Produït per l'asturià Paco Loco. En el disc anterior "Les ratlles del banyador" les lletres estaven centrades en la vida quotidiana i el dia a dia. En aquest disc les cançons són més intangibles i etèries, fantasioses. També en el disc anterior el ritme girava al voltant del folck i en aquest disc ha evolucionat cap a la bateria, electrònica i teclats.
La publicació del disc es va enrederir diversos cops. El disc ja estava llest al novembre, però a l'última part de la producció es va plantejar la possibilitat de realitzar una coedició amb la discogràfica Sony. La Iaia té un contracte amb Música Global per a 2 discs, per això les dues discogràfiques van començar les negociacions. Les negociacions es van allargar i finalment La Iaia va decidir continuar amb Música Global.
La gira d'On és la màgia? acabarà el 7 de febrer de 2015 a la Sala Apolo (Barcelona).

## Llista de cançons
1. "L'accident" (3:21)
2. "El meu gos se'n va" (2:06)
3. "L'arbre que vol ser humà" (4:11)
4. "On ets Matilda?" (3:37)
5. "On és el meu cap?" (2:49)
6. "L'ós" (6:14)
7. "Assassí en sèrie" (3:49)
8. "El cicle" (4:52)
9. "Totes les promeses" (3:24)
10. "El nen de les estrelles" (5:54)

## Les influències
En aquest disc hi ha influència de diversos estils i grups musicals. Una influència prové del grup de música estatunidenc The Flaming Lips en la primera i última cançó del disc ("L'accident" i "El nen de les estrelles"). I la semblança entre la introducció de "L'accident" i de "The Yeah Yeah Yeah Song" són molt clara.